# 霍利芒特 (特拉華州)
霍利芒特（英語：Hollymount）是位於美國特拉華州蘇塞克斯縣的一個非建制地區。該地的面積和人口皆未知。

## 地理
霍利芒特的座標為38°40′31″N 75°13′18″W / 38.67528°N 75.22167°W，而該地的平均海拔高度為8米（即26英尺）。